# Surya Siddhanta
Il Surya Siddhanta è un trattato di astronomia indiana che, nella forma a noi pervenuta, risale alla fine del IV o all'inizio del V secolo e.v., per quanto lo si voglia far risalire all'epoca della civiltà vedica.
È scritto in lingua sanscrita e descrive le regole per calcolare diverse grandezze astronomiche, tra cui il moto dei pianeti e della Luna. È il più antico testo ad asserire esplicitamente che la Terra ha forma sferica.
L'opera ha un carattere scientifico e riporta alcune misure astronomiche con accurata precisione: ad esempio le misure del diametro di Mercurio e del Sole sono precise all'1%, la precisione della lunghezza dell'anno è di solo 1,4 secondi inferiore a quella misurata in era moderna.